# Giarole
Giarole é uma comuna italiana da região do Piemonte, província de Alexandria, com cerca de 690 habitantes. Estende-se por uma área de 5 km², tendo uma densidade populacional de 138 hab/km². Faz fronteira com Mirabello Monferrato, Occimiano, Pomaro Monferrato, Valenza.<

## Demografia
| Variação demográfica do município entre 1861 e 2011                               |
|                                                                                   |
| Fonte: Istituto Nazionale di Statistica (ISTAT) - Elaboração gráfica da Wikipedia |